# Orthogonalys brevis
Orthogonalys brevis  (лат.) — вид наездников из семейства тригоналиды (Trigonalidae). Эндемик Мадагаскара. Провинции Анциранана (Parc National de Marojejy, на севере острова) и Туамасина (Montagne d'Anjanaharibe, на востоке острова). Обнаружены на высотах до 775 метров. Длина тела 5,0—8,0 мм (самцы), 7,0 мм (самки). Вертлуги 2-члениковые, крылья с 3 радиомедиальными ячейками. Основная окраска тела оранжево-жёлтая. Усики длинные 28-члениковые, в основном чёрные (антенномеры 9—16 и иногда 17 — белые). Верх головы и затылок — чёрные; лицо, клипеус, челюсти — белые. Вид был описан в 2012 году американскими энтомологами Дэвидом Смитом (англ. David R. Smith) и Пьером Трипотиным (англ. Pierre Tripotin, Systematic Entomology Laboratory, Национальный музей естественной истории (Вашингтон)).